# Herbert Barten
Herbert Barten (Herbert Otto „Herb“ Barten; * 13. Januar 1928) ist ein ehemaliger US-amerikanischer Mittelstreckenläufer.
1948 qualifizierte er sich mit einem zweiten Platz über 800 m bei den US-Ausscheidungskämpfen für die Olympischen Spiele in London, bei denen er Vierter wurde.
Im selben Jahr wurde er US-Meister über 800 m.

## Persönliche Bestzeiten
- 880 Yards: 1:50,5 min, 18. Juni 1949, Los Angeles
- Meilenlauf: 4:14,6 min, 22. Juni 1948, Evanston